# Hymn Ukrainy

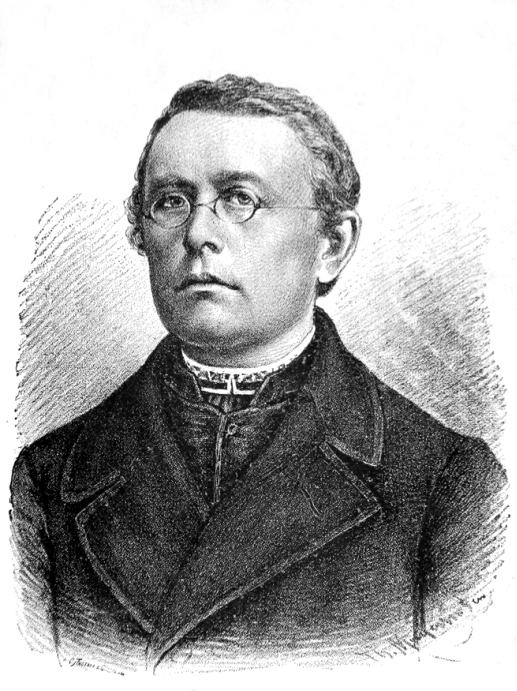
Mychajło Werbycki, kompozytor hymnu

Szcze ne wmerła Ukrajiny i sława, i wola – hymn państwowy Ukrainy, od 1992 roku. Pieśń powstała w 1863; autorem słów jest etnograf i poeta Pawło Czubynski, a muzykę skomponował ksiądz Mychajło Werbycki. Po utworzeniu państwa ukraińskiego w 1917 pieśń stała się hymnem państwowym Zachodnioukraińskiej Republiki Ludowej i Ukraińskiej Republiki Ludowej.

## Historia pieśni
Autorem tekstu, napisanego w 1862, jest Pawło Czubynski, etnograf i poeta z Kijowa, zesłaniec. Muzykę w 1863 skomponował greckokatolicki ksiądz Mychajło Werbycki, kompozytor, pierwotnie jako pieśń do sztuki teatralnej „Zaporożcy”. Według Feliksa Konecznego tekst wzorowany był na słowach Mazurka Dąbrowskiego, pieśni Legionów Polskich we Włoszech, napisanej przez Józefa Wybickiego, od 1927 oficjalnego hymnu Rzeczypospolitej Polskiej.
Po rewolucji lutowej w 1917 została oficjalnie przyjęta jako hymn. Zabroniona w okresie pozostawania Ukrainy w strukturze ZSRR, powróciła wraz z gorbaczowowską pieriestrojką. W 1992 Rada Najwyższa Ukrainy (ukraiński parlament) przyjęła jedynie melodię hymnu; tekst miał być ustalony odrębną ustawą. Powołana komisja konkursowa uważała, że żadna z proponowanych wersji nie jest odpowiednia dla hymnu. Wówczas na wniosek prezydenta Łeonida Kuczmy za słowa hymnu przyjęto pierwszą zwrotkę z refrenem nieco zmienionego wiersza Czubyńskiego. Ostateczną uchwałę w tej sprawie Rada Najwyższa podjęła po siedmiu latach, w 2003. Kontrowersje dotyczyły między innymi podobieństwa początkowych słów hymnu: Jeszcze Ukraina nie umarła... do hymnu Polski: Jeszcze Polska nie zginęła... Wspomniana zmiana treści pierwszej zwrotki polegała na zastąpieniu zbyt pesymistycznych słów Szcze ne wmerła Ukrajina ni sława, ni wola słowami Szcze ne wmerła Ukrajiny i sława, i wola (tzn. zamiast „Nie umarła jeszcze Ukraina, ani chwała, ani wolność” słowami „Nie umarły jeszcze Ukrainy i chwała, i wolność”). W drugim wersie słowa brattia ukrajinci (bracia Ukraińcy) zastąpiono brattia mołodiji (bracia młodzi). Zwrotki drugiej, wobec wspomnianych kontrowersji, jak również trzeciej w oficjalnych wykonaniach hymnu nie używa się, poprzestając na zwrotce pierwszej i dwukrotnym refrenie.

## Tekst oficjalny
| W języku ukraińskim | Polska transkrypcja | Polskie tłumaczenie |
| --- | --- | --- |
| Ще не вмерла України і слава, і воля, Ще нам, браття молодії, усміхнеться доля. Згинуть наші воріженьки, як роса на сонці. Запануєм і ми, браття, у своїй сторонці. Приспів: Душу й тіло ми положим за нашу свободу, І покажем, що ми, браття, козацького роду. | Szcze ne wmerła Ukrajiny i sława, i wola, Szcze nam, brattia mołodiji, usmichneťsia dola. Zhynuť naszi woriżeńky, jak rosa na sonci. Zapanujem i my, brattia, u swojij storonci. Pryspiw: Duszu j tiło my położym za naszu swobodu, I pokażem, szczo my, brattia, kozaćkoho rodu. | Jeszcze nie umarła Ukrainy ni chwała, ni wola; Jeszcze do nas, bracia młodzi, uśmiechnie się dola. Zginą nasi wrogowie jak na słońcu rosa, Będziem rządzić i my, bracia, w naszych własnych stronach. Refren: Duszę, ciało poświęcimy dla naszej wolności, Pokażemy, że my, bracia, z kozackiego rodu. |

## Poprzednie redakcje

### Tekst oryginalny
| W języku ukraińskim | Polska transkrypcja | Polskie tłumaczenie |
| --- | --- | --- |
| Ще не вмерла Украіна, І слава, і воля! Ще намъ, браття-молодiї, Усміхнетця доля! Згинуть наші вороги, Якъ роса на сонці; Запануємъ, браття, й ми У своій сторонці. Душу, тіло ми положимъ За свою свободу И покажемъ, що ми браття Козацького роду. Гей-гей, браття миле, Нумо братися за діло! Гей-гей пора встати, Пора волю добувати! Наливайко, Залізнякъ И Тарасъ Трясило Кличуть насъ изъ-за могилъ На святеє діло. Изгадаймо славну смерть Лицарства-козацтва, Щобъ не втратить марне намъ Своєго юнацтва. Душу, тіло... Ой Богдане, Богдане Славний нашъ гетьмане! На-що віддавъ Украіну Москалямъ поганимъ?! Щобъ вернути іі честь, Ляжемъ головами, Назовемся Украіни Вірними синами! Душу, тіло... Наші браття Славяне Вже за зброю взялись; Не діжде ніхто, щобъ ми По-заду зістались. Поєднаймось разомъ всі, Братчики-Славяне: Нехай гинуть вороги, Най воля настане! Душу, тіло ... | Szcze ne wmerła Ukraina, I sława, i wola! Szcze nam, brattia-mołodiji, Usmichnetcia dola! Zhynuť naszi worohy, Jak rosa na sonci; Zapanujem, brattia, j my U swoij storonci. Duszu, tiło my położym Za swoju swobodu I pokażem, szczo my brattia Kozaćkoho rodu. Hej-hej, brattia myłe, Numo bratysia za diło! Hej-hej pora wstaty, Pora wolu dobuwaty! Naływajko, Zalizniak I Taras Triasyło Kłyczuť nas iz-za mohył Na swiateje diło. Yzhadajmo sławnu smerť Łycarstwa-kozactwa, Szczob ne wtratyť marne nam Swojeho junactwa. Duszu, tiło... Oj Bohdane, Bohdane Sławnyj nasz heťmane! Na-szczo widdaw Ukrainu Moskalam pohanym?! Szczob wernuty ii czesť, Lażem hołowamy, Nazowemsia Ukrainy Wirnymy synamy! Duszu, tiło... Naszi brattia Sławiane Wże za zbroju wziałyś; Ne diżde nichto, szczob my Po-zadu zistałyś. Pojednajmoś razom wsi, Bratczyky-Sławiane: Nechaj hynuť worohy, Naj wola nastane! Duszu, tiło ... | Nie umarła jeszcze Ukraina, I chwała, i wolność, Jeszcze do nas, bracia młodzi, Uśmiechnie się los! Zginą wrogowie nasi Jak rosa na słońcu, Zapanujemy, bracia, i my W swoim kraju. Duszę, ciało poświęcimy Dla naszej wolności, I pokażemy, żeśmy bracia, Z kozackiego rodu. Hej-hej, mili bracia Chodźmy, bierzmy się do dzieła! Hej-hej, już czas wstać Czas tę wolność uzyskać! Nalewajko, Żeleźniak, I Taras Triasiło Wzywają nas z grobów Na święte działanie. Pamiętajmy o chwalebnej śmierci Rycerstwa-kozactwa, Aby nie marnować Naszą młodość. Duszę, ciało... O Bohdanie, Bohdanie Chwalebny nasz hetmanie! Po co oddałeś Ukrainę Wstrętnym Moskalom?! Aby przywrócić jej honor, Położymy głowy, Nazwiemy się Ukrainy Wiernymi synami! Duszę, ciało... Nasi słowiańscy bracia Już chwycili za broń; Nikt się nie doczeka, żeby my Zostaliśmy w tyle. Zjednoczmy się razem, Bracia Słowianie: Niech giną wrogowie, Niech nadejdzie wolność! Duszę, ciało... |

### Wersja robocza, używana w latach 1992–2003
| W języku ukraińskim | Polska transkrypcja | Polskie tłumaczenie |
| --- | --- | --- |
| Ще не вмерла Україна ні слава, ні воля, Ще нам, браття українці, усміхнеться доля. Згинуть наші воріженьки, як роса на сонці. Запануєм і ми, браття, у своїй сторонці. Душу, тіло ми положим за нашу свободу, І покажем, що ми, браття, козацького роду. Станем, браття, в бій кривавий від Сяну до Дону, В ріднім краю панувати не дамо нікому; Чорне море ще всміхнеться, дід Дніпро зрадіє, Ще у нашій Україні доленька наспіє. Душу, тіло... А завзяття, праця щира свого ще докаже, Ще ся волі в Україні піснь гучна розляже, За Карпати відоб'ється, згомонить степами, України слава стане помiж народами. Душу, тіло... | Szcze ne wmerła Ukrajina ni sława, ni wola, Szcze nam, brattia ukrajinci, usmichneťsia dola. Zhynuť naszi woriżeńky, jak rosa na sonci. Zapanujem i my, brattia, u swojij storonci. Duszu, tiło my położym za naszu swobodu, I pokażem, szczo my, brattia, kozaćkoho rodu. Stanem, brattia, w bij krywawyj wid Sianu do Donu, W ridnim kraju panuwaty ne damo nikomu; Czorne more szcze wsmichneťsia, did Dnipro zradije, Szcze u naszij Ukrajini dołeńka naspije. Duszu, tiło... A zawziattia, pracia szczyra swoho szcze dokaże, Szcze sia woli w Ukrajini pisń huczna rozlaże, Za Karpaty widobjeťsia, zhomonyť stepamy, Ukrajiny sława stane pomiż narodamy. Duszu, tiło... | Nie umarła jeszcze Ukraina ani chwała, ani wolność, Jeszcze do nas, bracia Ukraińcy, uśmiechnie się dola. Zginą wrogowie nasi jak rosa na słońcu, Zapanujemy i my bracia, w naszym kraju. Duszę, ciało poświęcimy dla naszej wolności, Pokażemy, żeśmy bracia, z kozackiego rodu. Staniemy bracia do krwawego boju od Sanu do Donu, Panować w domu ojców nie damy nikomu. Czarne Morze się uśmiechnie, dziad Dniepr rozraduje, W naszej Ukrainie dola się odmieni. Duszę, ciało... Praca rąk i zapał szczery swoje dopowiedzą I wolności pieśń huczna po kraju się rozleje, Za Karpaty się odbije i po stepach zagrzmi, Chwała Ukrainy stanie między narodami. Duszę, ciało... |